# NU'EST
NU'EST (кор. 뉴이스트; від англ. New East) — південнокорейський хлопчачий гурт, що складався з п'яти учасників. Був заснований компанією Pledis Entertainment у 2011 році і до офіційного дебюту називався Pledis Boys. Це перший чоловічий гурт Pledis Entertainment. Неофіційна дата дебюту — 29 грудня 2011 року на SBS Gayo Daejun, офіційна — 15 березня 2012 року з синглом «Face».

## Назва
NU'EST — від англійського New East. Розшифровується також як — NU (укр. новий), Establish (укр. визнаний), Style (укр. стиль), Tempo (укр. ритм). Фандом отримав назву — L.O.Λ.E (читається як англійське LOVE, українською Лав).

## Історія

### Преддебют
До дебюту NU'EST з'являлися в музичних релізах артистів своєї компанії. Вони були танцювальною підтримкою гурту After School у «Bad Boy» і з'явилися у кліпі «Love Letter». Неофіційно дебютували в кінці 2011 як Pledis Boys. JR з'явився в кліпі Orange Caramel «Bangkok City», а також брав участь у записі сольної пісні Uee «Sok Sok Sok». Бекхо знімався в кліпі After School «Play Ur Luv», а Мінхьон — в кліпі Orange Caramel «Shanghai Romance». JR, Мінхьон, Арон і Рен з'явилися разом з Lizzy в рекламі New Balance. JR і Бекхо згодом з'явилися на шоу KBS Hello Counselor. Це привернуло увагу глядачів, і вони стали темою для онлайн-обговорення. Pledis Boys, що отримали назву «After School Boys», пізніше виступили з After School в SBS Gayo Daejeon. Мінхьоні Рен також привернули увагу як моделі дизайнера Пак Юнсу на шоу Сеульського тижня моди у 2012—2013 роках, назване 'Big Park'.

### 2012: Дебют з Face і Action
NU'EST дебютував з їх першим синглом «Face» 15 березня 2012. Їх дебютний виступ був на M! Countdown в той же день. Гурт почав транслювати своє реаліті-шоу «Making of a Star: NU'EST Landing Operation» в період промоушена. Вони повернулися з їх першим мініальбомом Action 11 липня й стали послами для Асоціації скаутів Кореї. У період промоушена і річного відпочинку, NU'EST почали працювати на світовий ринок, проводячи івенти в Японії, Австралії, інших частинах Азії й США, у тому числі виступи на KCON. У грудні NU'EST підписали рекламний контракт з McDonald's.

### 2013: NU'EST-M
8 жовтня 2013 Pledis Entertainment анонсували запуск підгрупи NU'EST-M для просування в Китаї. До гурту був доданий китайський учасник — Джейсон (Yuehua Entertainment). Під час просування були записані китайські версії заголовних пісень — «Face» і «Sleep Talking». Офіційного підтвердження про вихід Джейсона з NU'EST-M не було, але після 2013 року його компанія (Yuehua Ent.) і Pledis більше не співпрацювали, а на даний час Джейсон знаходиться в іншому агентстві і займається сольною кар'єрою.

### 2013—2014:Hello,Sleep Talking, Re: BIRTH та дебют у Японії
Гурт повернувся з другим мініальбомом Hello 13 лютого. Вони провели перший ексклюзивний концерт «Show Time NU'EST Time» в той же день, щоб відзначити реліз. У період промоцій вони були відібрані для «SBS MTV Diary» разом зі своєю дочірньою компанією для співпраці з Hello Venus. У березні NU'EST відзначили першу річницю під час концерту в Японії «NU'EST Debut 1st Anniversary Live Show Time». 8 квітня Арон став діджеєм на «Arirang's Music Access». 22 серпня 2013 NU'EST випустили третій мініальбом Sleep Talking з однойменним заголовним треком. Щоб відзначити 400-й епізод Music Core, Рен виступив з піснею гурту Girl's Day «Something» разом з Мінхьоком з гурту BtoB, Синджином з A-Jax та Хонбіном з VIXX. 9 липня 2014 року NU'EST випустив свій перший повний альбом «Re: BIRTH» із заголовним синглом «Good Bye Bye». 30 липня 2014 року NU'EST випустили альбом в Японії — «Best in Korea», в якому були зібрані їхні пісні корейською мовою, а двоє учасників Рен і JR вирушили до Японії для його просування. 5 листопада відбувся офіційний дебют в Японії з кліпом і сингл-альбомом під назвою «Shalala Ring», який налічував 2 пісні з їх інструментальними версіями. Також стало відомо, що гурт влаштовує Європейський тур для просування в Європі. Після підтвердження він отримав назву «European Tour 2014 NU'EST Re: SPONSE». Однак один з учасників — Бекхо — не зміг взяти в ньому участь. За словами Pledis, 12 листопада Бекхо поставили діагноз «поліпи голосових зв'язок», операція була призначена на 2 грудня.

### 2015—2016: Просування в Японії, альбоми Q Is і Canvas
NU'EST випустили цифровий сингл «I'm Bad» 27 лютого 2015 року з обмеженим тиражем. Бекхо не з'явився у заголовній пісні через відновлення після операції, але з'явився у «A Scene Without you». 2 квітня Мінхьон випустив сингл «The Aftermath», над яким працював з корейським інді-артистом Fromm. 19 квітня 2015 Арон перестав бути ді-джеєм на «Arirang's Music Access». 20 травня NU'EST випускає другий японський сингл «Na.Na.Na.». 14 серпня 2015 року Арон зайняв позицію ді-джея на «SBS PopAsia» зі своїм власним шоу «Aron's Hangout».
9 січня 2016 року у кінотеатрах Японії виходить фільм, в якому знялися учасники гурту — «Their Distance».
NU'EST повертається 17 лютого 2016 з мініальбомом Q Is. Це їх четвертий мініальбом з заголовним треком «Overcome». 29 серпня 2016 року вони випустили свій п'ятий мініальбом Canvas з синглом «Love Paint (Every Afternoon)». Після чотирьох років просування гурт нарешті отримує номінацію на The Show. з 20 вересня вони були висунуті на 1-е місце три рази поспіль. 6 жовтня 2016 року гурт випустив кліп на пісню «Daybreak», пісню виконали Мінхьон і JR. Вони також створили відео з хореографією для пісні «Look», а також музичне відео на пісню «R.L.T.L».
Тим часом їх дебютний кліп «Face» набрав найбільшу кількість переглядів на дебютному кліпі серед чоловічих південнокорейських гуртів (55 млн переглядів).

### 2017:Produce 101, сезон 2
24 лютого 2017 року Pledis Entertainment офіційно оголосили, що всі учасники NU'EST, крім Арона, братимуть участь в чоловічій версії Produce 101. Головною ідеєю другого сезону цього шоу було дати другий шанс вже раніше дебютувавшим учасникам.
16 червня Мінхьон зайняв 9-е місце в фіналі шоу й отримав право дебютувати в тимчасовому гурті Wanna One, який діяв до кінця грудня 2018 року. Мінхьон не міг брати участь у діяльності NU'EST до тих пір, поки контракти учасників Wanna One з YMC не закінчаться.
Пізніше Pledis Entertainment оголосили, що NU'EST повернуться в другій половині року як підгурт з 4 чоловік. Однак повідомлялося, що гурт випустить нову пісню 25 липня в подарунок своїм шанувальникам, перш ніж їх офіційне повернення відбудеться.

### 2017: сабюніт NU'EST W
До повернення Мінхьона інші 4 учасники (Рен, JR, Бекхо, Арон), просувалися як сабюніт під назвою NU'EST W. Буква «W» розшифровується як «wait» — очікування — таким чином, вони показали, що чекають повернення Мінхьона, а також майбутньої зустрічі з фанатами.
30 червня 2017 року було випущено повідомлення, що японський фан-клуб L.O.Λ.E JAPAN закривається.
На знак подяки фанатам, 14 липня 2017 року на офіційному YouTube-каналі NU'EST випустили нову версію пісні «Hello 2017» у виконанні NU'EST W. Потім 21 липня вийшла ремікс-версія пісні «Look (A Starlight Night) 2017», над якою працював Бекхо.
25 липня 2017 року NU'EST W випустили спеціальний сингл «If You». Відразу після релізу пісня посіла перші місця в головних музичних чартах Кореї (Melon, Naver, Mnet, Bugs, Genie, Soribada, Olleh). У цей же день вони провели мініконцерт у V LIVE і стали третім гуртом в історії k-pop, якому вдалося набрати 100 мільйонів сердець на трансляції. 5 серпня сингл «If You» без промоції та фізичних продажів зайняв 2 місце на Music Core з найвищим показником серед голосів, відправлених по смс.
Арон — єдиний мембер, який не брав участі в Produce 101, нарешті вперше за довгий час займається індивідуальною діяльністю: бере участь у записі заголовного треку Rain — «Loop». Реліз сингл-альбому його сонбе з Pledis відбувся 31 липня 2017 року, також він виступав з ним на музичних шоу.
17 серпня 2017 року NU'EST-W влаштували спеціальний виступ на M! Countdown з піснями «If You» і «Hello», показуючи таким чином подяку фанатам за те, що ці пісні вже довгий час знаходяться в чартах.
Оголошення від Pledis про фанмітінг NU'EST-W відбувся 26 і 27 серпня 2017 року. Через три хвилини після початку продажів усі квитки на фанмітінг NU'EST W на 10 000 місць були повністю розпродані. Для цього фанмітінга Pledis представив офіційний лайстік NU'EST-W — це перший офіційний лайстік гурту.
10 жовтня 2017 року підгрупа NU'EST-W випустила свій перший альбом «W.HERE», продюсерами якого стали Bumzu і Бекхо. Кожен з учасників зміг взяти участь у створенні альбому й отримав по одній сольній пісні, щоб знову проявити себе індивідуально. У першу годину після релізу альбому на Melon заголовний трек «Where You At» прослухали 42 395 разів, у світовому чарті iTunes він зайняв 7 місце, а також майже досяг статусу All-Kill, очоливши головні музичні чарти Кореї (Melon, Naver, Bugs, Genie, Soribada). Через 14 годин кліп досяг 1 мільйон переглядів. Далі стало відомо, що попередні продажі альбому становили 200 000 копій, який розкупили через 6 днів після релізу. NU'EST W є четвертим гуртом і першим юнітом в історії k-pop, який зміг досягти такого результату за тиждень. 18 жовтня альбом W.HERE потрапив на 5 сходинку в Billboard's World Albums Chart.
Також NU'EST показали найкращий результат серед бой-бендів Pledis в цифрових завантаженнях на Gaon, до середини жовтня їх пісню «Hello» завантажили 474 284 рази!
Довгоочікувана перша перемога NU'EST W з піснею «Where You At» на M! Countdown — 19 жовтня 2017 року.
23 грудня 2017 року NU'EST W записали саундтрек «Let Me Out» до дорами «Корейська Одіссея» (Хваюгі).

### 2018—2019: Who, You \ And I \ I Don't Care \ WAKE.N
В очікуванні виходу альбому Who, You Pledis Entertainment запустили одноденну рекламну кампанію для NU'EST W на Таймс-Сквер у Нью-Йорку для просування майбутнього альбому і подяки шанувальникам. 25 червня 2018 року гурт NU'EST W випустив свій другий мініальбом Who, You і почав просувати заголовну пісню під назвою «Dejavu». Після його випуску «Dejavu» очолила три основні корейські музичні чарти. Вони вперше виконали «Dejavu» на своїй презентації альбомів 25 червня 2018 року.
26 серпня NU'EST W випустили саундтрек «And I» до дорами «Mr.Sunshine».
1 жовтня NU'EST W випустили спеціальну пісню «I Do not Care» для корейського бренду Spoonz.
NU'EST W разом з Seventeen стали брендами ресторану швидкого харчування Nene Chicken.
8 листопада Gaon Chart оголосив, що альбом Who, You отримав платинову сертифікацію за досягнення 250,000 продажів.
26 листопада NU'EST W випустили їх фінальний альбом як юніта Wake, N з синглом «Help Me». «Help Me» зайняв вершини багатьох музичних чартів, у тому числі Naver і Soribada. Вони виграли з «Help Me» на Music Bank 7 грудня.
Після розформування Wanna One Мінхьон повернувся в NU'EST після фінального концерту в кінці січня 2019.

### 2019:Happily Ever After
Після возз'єднання, NU'EST оголосив про поновлення контракту з Pledis Entertainment. 15 березня вони випустили спеціальний цифровий сингл «A Song For You» для святкування 7-ї річниці дебюту.
3 квітня Мінхьон випустив цифровий сольний сингл «Universe» в якості попереднього випуску синглу з майбутнього альбому NU'EST. Цей сингл супроводжується музичним відео, знятим у Будапешті та Мілані. Гурт провів свій перший сольний концерт за 6 років під назвою «Segno» 12-14 квітня, куди прийшло близько 36 000 глядачів. Їх шостий альбом Happily Ever After був випущений 29 квітня з заголовним синглом «Bet Bet».

### 2019:The Table
The Table — сьомий мініальбом NU'EST, який був випущений 21 жовтня з піснею «Love me» в якості титульного треку. Фізичний альбом виходить у трьох версіях включаючи Kinho hit.

#### Передумови та випуск
30 вересня 2019 року Pledis Entertainment підтвердив, що камбек NU'EST було встановлено на 21 жовтня 2019 року та було випущено тизер із завершенням тексту: «Книга закрита. І ми зустрінемось у …?», офіційно завершуючи свою «Three-part Knight Series», що охоплює Q — це «Happily Ever After». Після випуску трейлерів для кожного учасника остаточний трейлер було опубліковано 12 жовтня 2019 року. На відміну від попередніх альбомів NU'EST, The Table демонстрував «прекрасну та яскраву» концепцію, яка буда більш звичнішою для слухачів. The Table обертається навколо теми кохання, кожна пісня представляє історії, якими друзі та родини поділяться про романтику, сидячи за обіднім столом. Альбом зайняв більше рекордів, ніж коли-небудь, завдяки мемберам NU'EST у пошуку труднощів в адаптації концепцій. Альбом продається у трьох різних версіях з альтернативними фотокнигами та обкладинками: the Forenoon Ver., On The Table Ver., and Pieces of Pie Ver.

#### Склад
Альбом продюсували Baekho та Bumzu. Титульний трек «Love Me» виражає «солодке кохання», використовуючи елементи alternative house та urban R&B. Пісня описує закохану людину, котра зміцнилася від сумних почуттів та захисту його кохання із «Three-part Knight Series».

### 2020:The Nocturne
Восьмий мініальбом NU'EST. Був випущений 11 травня 2020 року, пісня «I'm in trouble» стала його титульним треком. Фізичний альбом доступний у чотирьох версіях: No.1, No.2, No.3 и No.4, а також у версії Kihno.

## Учасники
| Сценічне ім'я | Сценічне ім'я | Сценічне ім'я | Справжнє ім'я            | Справжнє ім'я              | Справжнє ім'я | Дата народження             | Позиція в гурті                                | Місце народження       |
| Українською   | Латиницею     | Хангилем      | Українською              | Латиницею                  | Хангилем      | Дата народження             | Позиція в гурті                                | Місце народження       |
| ------------- | ------------- | ------------- | ------------------------ | -------------------------- | ------------- | --------------------------- | ---------------------------------------------- | ---------------------- |
| Арон          | Aron          | 아론          | Квак Йонмін / Аарон Квак | Kwak Youngmin / Aaron Kwak | 곽영민        | 21 травня 1993 (31 рік)     | Провідний репер, провідний танцівник, вокаліст | Лос-Анджелес, США      |
| ДжейА         | JR            | 제이알        | Кім Джонхьон             | Kim Jonghyun               | 김종현        | 8 червня 1995 (29 років)    | Лідер, головний репер, головний танцюрист      | Каннин, Південна Корея |
| Бекхо         | Baekho        | 백호          | Кан Донхо                | Kang Dongho                | 강동호        | 21 липня 1995 (29 років)    | Головний вокаліст                              | Чеджу, Південна Корея  |
| Мінхьон       | Minhyun       | 민현          | Хван Мінхьон             | Hwang Minhyun              | 황민현        | 9 серпня 1995 (29 років)    | Вокаліст, віжуал                               | Пусан, Південна Корея  |
| Рен           | Ren           | 렌            | Чхве Мінгі               | Choi Minki                 | 최민기        | 3 листопада 1995 (29 років) | Вокаліст, макне, танцюрист, обличчя гурту      | Пусан, Південна Корея  |

## Дискографія
| Корейські альбоми - Re:Birth (2014) - Romanticize (2021) | Японські альбоми - Bridge the World (2015) - Drive (2020) |

## Фільмографія

### Реаліті-шоу
| Рік  | Назва                               | Мережа      | Нотатки    | Примітки |
| ---- | ----------------------------------- | ----------- | ---------- | -------- |
| 2012 | Making of A Star: Landing Operation | MBC Every 1 | 8 епізодів |          |
| 2013 | NU'EST MTV Diary                    | SBS MTV     | 5 епізодів |          |
| 2013 | NU'EST in Love                      | Mnet        | 5 епізодів |          |
| 2014 | NU'EST's Latin Dream Show           | MBC Every1  |            |          |
| 2016 | NU'EST Private life                 | MBC         | 4 епізоди  |          |
| 2019 | NU'EST Road                         | Mnet        | 4 епізоди  | [ 12 ]   |

### Фільми
- Their Distance (2015)[13]

## Концерти і тури

### Концерти
| Рік  | Назва                                            | Прим.         |
| ---- | ------------------------------------------------ | ------------- |
| 2013 | NU'EST Show Time in Seoul                        |               |
| 2013 | NU'EST Debut 1st Anniversary Live ～ Show Time   | [ 14 ] [ 15 ] |
| 2013 | NU'EST L.O.Λ.E.'s Party                          |               |
| 2014 | NU'EST Debut 2nd Anniversary Live ～ Show Time 2 | [ 16 ]        |
| 2014 | NU'EST Autumn Live                               |               |
| 2015 | NU'EST First Solo Show In Dallas                 | [ 17 ]        |
| 2016 | NU'EST Live ～ Show Time 4                       | [ 18 ]        |
| 2017 | NU'EST W Special Mini Concert                    | [ 19 ] [ 20 ] |
| 2018 | NU'EST W — Double You Encore                     | [ 21 ]        |
| 2019 | NU'EST Love Page                                 | [ 22 ]        |
| 2021 | NU'EST Concert <The Black>                       |               |

### Тури
| Рік  | Назва                                 | Прим.         |
| ---- | ------------------------------------- | ------------- |
| 2014 | NU'EST Japan Tour One L.O.Λ.E.        | [ 23 ] [ 24 ] |
| 2014 | NU'EST Latin America Tour             | [ 25 ]        |
| 2014 | Re: Sponse Europe Tour                | [ 26 ]        |
| 2015 | NU'EST Japan Tour ～ Show Time 3      | [ 27 ]        |
| 2015 | NU'EST World Tour Concert RE: VIVE    | [ 28 ]        |
| 2015 | NU'EST Japan Tour ～ Bridge the World | [ 29 ]        |
| 2016 | NU'EST Japan Tour 'One for L.O.Λ.E'   | [ 30 ] [ 31 ] |
| 2018 | NU'EST W <Double You>                 | [ 32 ]        |
| 2019 | NU'EST Tour <Segno>                   | [ 33 ] [ 34 ] |